# Campeonato Pernambucano de Futebol Feminino de 2022
O Campeonato Pernambucano de Futebol Feminino de 2022 (denominado de Pernambucano Betsson de Futebol Feminino, por motivos de patrocínio), foi a 20.ª edição da principal divisão do futebol feminino pernambucano. A disputa teve o mesmo regulamento do ano anterior e com uma diferença. A competição contou com 4 participantes e apenas as duas melhores equipes, decidiram o título do campeonato e a vaga para a próxima edição da Série A3 do Campeonato Brasileiro Feminino de 2023.
Assim como no ano passado, novamente as equipes femininas do Santa Cruz e do maior campeão estadual o Vitória das Tabocas, não estiveram do torneio, este foi o segundo ano que essas equipes não participaram da competição, que contou com as mesmas equipes do ano anterior. O que mostra um cenário preocupante no futebol de Pernambuco.

## Regulamento
Em reunião marcada no dia 29 de setembro, a FPF-PE realizou o arbitral da competição em 2022. Ao todo, sete equipes demonstraram o interesse de disputar a competição. Entretanto, sem Santa Cruz e o Vitória-PE, a Federação Pernambucana de Futebol anunciou a competição com 04 clubes/associações, com início previsto para o dia 23 de outubro e se encerrando em uma data a definir, entre novembro e dezembro, num total de 13 jogos a serem disputados.
O campeonato foi dividido em duas fases distintas de acordo com o REC - (Regulamento Específico da Competição). Na primeira fase, as quatro equipes disputaram uma fase classificatória, com jogos sendo realizados no sistema de ida e volta. Os 02 (dois) clubes melhores colocados se classificaram para a Segunda Fase “Final” Na segunda fase, os 02 (dois) clubes vencedores na Primeira fase, jogaram no sistema eliminatório em partida única, decidindo o Campeonato. O Clube campeão assegurou participação no Campeonato Brasileiro Feminino A3 2023.

### Critérios de desempate
Em caso de empate em pontos ganhos entre dois ou mais clubes ao final da Primeira fase, o desempate para efeito de classificação seria definido observando-se os critérios abaixo, aplicados à fase:
1. Maior número de vitórias;
2. Maior saldo de gols;
3. Maior número de gols pró;
4. Menor número de cartões vermelhos recebidos;
5. Menor número de cartões amarelos recebidos e
6. Sorteio.

Em caso de empate na partida única da Segunda fase — “Final”, o desempate para indicar o vencedor seria observando-se o critério abaixo:
- Cobrança de pênaltis, de acordo com os critérios adotados pela International Board. Com a disputa sendo iniciada, 10 minutos ao termino do tempo regulamentar.

Como a partida foi decidida no tempo normal, não foi necessário acionar o critério acima mencionado.

## Participantes
| Equipe              | Cidade                  | Em 2021  | Estádio (mando)    | Capacidade | Títulos            |
| ------------------- | ----------------------- | -------- | ------------------ | ---------- | ------------------ |
| Ferroviário do Cabo | Cabo de Santo Agostinho | 4° lugar | Gileno de Carli    | 5 459      | 0 (não possui)     |
| Íbis                | Paulista                | 3° lugar | Grito da República | 10 700     | 0 (não possui)     |
| Náutico             | Recife                  | 1° lugar | Aflitos            | 20 000     | 4 (último em 2021) |
| Sport               | Recife                  | 2° lugar | Ilha do Retiro     | 26 418     | 7 (ultimo em 2018) |

## Primeira fase
Atualizado em 13 de novembro.
|  | Equipes classificadas para à segunda fase |
|  | Equipes eliminadas na primeira fase       |

| Pos | Equipes             | Pts | J | V | E | D | GP | GC | SG  | %   | DF      |
| --- | ------------------- | --- | - | - | - | - | -- | -- | --- | --- | ------- |
| 1   | Sport               | 18  | 6 | 6 | 0 | 0 | 44 | 0  | +44 | 100 | Estável |
| 2   | Náutico             | 12  | 6 | 4 | 0 | 2 | 41 | 9  | +32 | 66  | Estável |
| 3   | Íbis                | 6   | 6 | 2 | 0 | 4 | 18 | 20 | –2  | 33  | Estável |
| 4   | Ferroviário do Cabo | 0   | 6 | 0 | 0 | 6 | 0  | 74 | –74 | 0   | Estável |

|                     | FCA  | IBI  | NAU  | SPT  |
| ------------------- | ---- | ---- | ---- | ---- |
| Ferroviário do Cabo | –    | 0-5  | 0-25 | 0-12 |
| Íbis                | 12-0 | –    | 1-4  | 0–5  |
| Náutico             | 11-0 | 1-0  | –    | 6-0  |
| Sport               | 9-0  | 0-10 | 0-2  | –    |

| Vitória do mandante | Vitória do visitante | Empate |

## Segunda fase

### Final
A grande decisão do Pernambucano Feminino, foi realizada na terça-feira (15), às 10h, na Arena de Pernambuco. O Clássico dos Clássicos contou com as Leoas da Ilha do Retiro que enfrentaram as Alvirrubras, atuais bicampeãs, na grande decisão.
| 15 de Novembro | Sport                              | 3 - 0 | Náutico | Arena de Pernambuco, São Lourenço da Mata |
| 10:00          | Layza 38', 48' · Gessica Silva 78' |       |         | Árbitro: PE Douglas Batista Olímpio       |

| Sport | Náutico |